# Torus

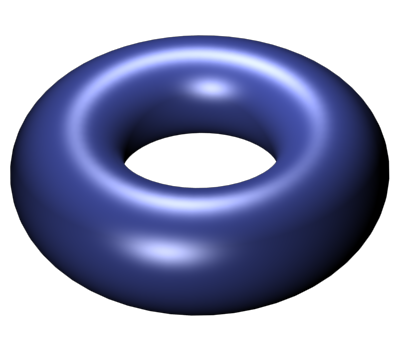
Torus v trojrozměrném prostoru

Torus (též anuloid) je rotační plocha, která vznikne otáčením kružnice kolem osy, která leží ve stejné rovině a nemá s ní společné body. Tento tvar má například vzdušnice (duše) pneumatiky nebo nafukovací kruh.
V architektuře označuje torus (česky obloun) oblý kruhový výstupek hlavice sloupu, protikladem je trochilus, výžlabek.

## Rovnice
Parametricky lze torus středově souměrný podle počátku a osově podle osy z v kartézských souřadnicích vyjádřit:
{\displaystyle x(u,v)=(R+r\cos {v})\cos {u}\,}
{\displaystyle y(u,v)=(R+r\cos {v})\sin {u}\,}
{\displaystyle z(u,v)=r\sin {v}\,}
kde
u, v ∈ [0, 2π),
R je vzdálenost středu „trubice“ ke středu toru,
r je poloměr „trubice“.
Obecná rovnice (téhož) toru je (z Pythagorovy věty):
{\displaystyle \left(R-{\sqrt {x^{2}+y^{2}}}\right)^{2}+z^{2}=r^{2}},
neboli
{\displaystyle (x^{2}+y^{2}+z^{2}+R^{2}-r^{2})^{2}-4R^{2}(x^{2}+y^{2})=0.}.
Torus je tedy algebraická plocha 4. stupně, neboli kvartická plocha.

Stereografická projekce Cliffordova torusu ve čtyřech rozměrech znázorněná jako jednoduchá rotace plochou xz

### n-rozměrný torus
Torus lze zobecnit ve více rozměrech jako n-rozměrný torus (n-torus nebo hypertorus). Zatímco torus je prostorový útvar dvou kružnic, je n-rozměrný torus produktem n kružnic.

## Vlastnosti

Průběh everze toru

Z Guldinových vět snadno dostáváme:
Povrch toru je určený jako
{\displaystyle S=4\pi ^{2}Rr=\left(2\pi r\right)\left(2\pi R\right)\,}
Objem toru je určen vztahem
{\displaystyle V=2\pi ^{2}Rr^{2}=\left(\pi r^{2}\right)\left(2\pi R\right).\,}

## Zobecnění

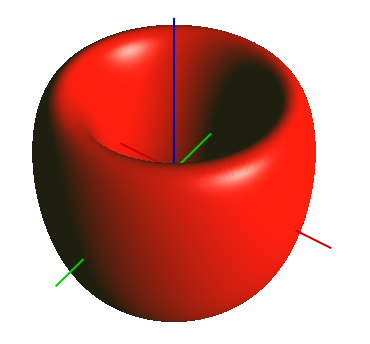
Zobecněný torus - toroid

V obecnějším případě lze torus definovat i jako elipsu či jinou kuželosečku rotovanou kolem komplanární osy.
Torus je zvláštním případem toroidu, kde místo kružnice může být obecná uzavřená křivka.